# Matthias von Hermansson
Matthias von Hermansson, född 13 maj 1716 i Lund, död 25 juli 1789 i Stockholm, var en svensk greve, riksråd och en av de aderton i Svenska Akademien.

## Bakgrund
Mattias von Hermansson var son till professor Johan Hermansson och Margareta Steuch, som var dotter till ärkebiskop Mattias Steuchius och Anna Tersera från Bureätten. Inskriven i kungliga kansliet 1734 fick Hermansson 1738 åtfölja friherre von Nolcken på hans beskickning till Sankt Petersburg och erhöll av denna sin förman det amplaste erkännande. Sedan von Hermansson vidare tjänstgjort som kommissionssekreterare vid fredsslutet i Åbo 1743 och 1747 befordrats till sekreterare i kanslikollegium, utnämndes han slutligen 1763 till e. o. och 1756 till ordinarie kansliråd.

## Karriär
Tillika började han göra sig bemärkt på den politiska banan. Redan 1751 tillhörande såväl sekreta utskottet och dess mindre sekreta deputation, hedrades han med samma förtroenden vid 1755–56 års stormiga riksdag och ryckte nu fram i Hattarnas främsta led i deras strid mot hovpartiet och Mössorna. Det är ur hans vassa penna säväl 1756 års tjänstebetänkande, avsett att göra tjänsteåldern till enda befordringsgrund, som ständernas skarpa skrivelser i den s. k. juvelsaken flutit. Han sattes också till utgivare av den s. k. riksdagstidningen, vari hovets missgrepp skoningslöst blottades. Som belöning för sina trogna tjänster blev han av det härskande partiet insatt i den kommission som skulle utarbeta ett visst handelssystem, med ett årligt arvode av 3 000 daler s.m. och förfäktade i densamma för sin tid framsynta åsikter, såsom växelkontorens onytta och nödvändigheten av den cirkulerande sedelmassans minskning.
1759 utnämnd till statssekreterare lyckades han i viss mån försona sig med hovet och fick å Fersens vägnar uppdrag att föra underhandlingar vid de försök som på Lovisa Ulrikas initiativ 1762 gjordes att åstadkomma fred mellan Hattar och Mössor. Han var också en av de fyra fullmäktige, som avslöt fredsunderhandlingarna med Preussen.
Vid Mössornas seger 1765 förflyttades von Hermansson till president i kammarrevisionen och erhöll 1767 samma värdighet i kammarkollegium. Följande år blev von Hermansson i denna egenskap invecklad i en bitter tvist med Mössrådet, som slutligen indirekt gav anledning till den genom Adolf Fredriks tronavsägelse framtvingade riksdagen i Norrköping 1769, då Hattarna åter kom till makten. von Hermansson erhöll nu belöning för sina långvariga tjänster mot partiet genom riksrådsvärdigheten, vilken han i maj 1772 åter dömdes förlustig vid Mössornas nya framgång.
Efter revolutionen blev von Hermansson i augusti 1772 av Gustav III åter inkallad i rådet, där han nu stannade, tills rådets funktion ändrades 1789 av Gustav III, i och med Förenings- och säkerhetsakten. Tillika var han från 1777 åter president i kammarkollegium, men lämnade även denna post 1789, av missnöje med Gustav III:s olagligheter, och man vill veta att von Hermansson författat det skarpa anförande mot förenings- och säkerhetsakten, som på riddarhuset upplästes av kaptenen, friherre Posse af Säby Christer Lindorm Posse. von Hermansson, som 1762 erhållit friherrlig och 1771 grevlig värdighet, avled kort därefter i Stockholm den 24 juli 1789. Han var serafimerriddare och kommendör av Nordstjärneorden.
Han gifte sig första gången 1747 med Maria Elisabet von Bahr och andra gången 1770 med friherrinnan Ulrika Fredrika Cedercreutz.

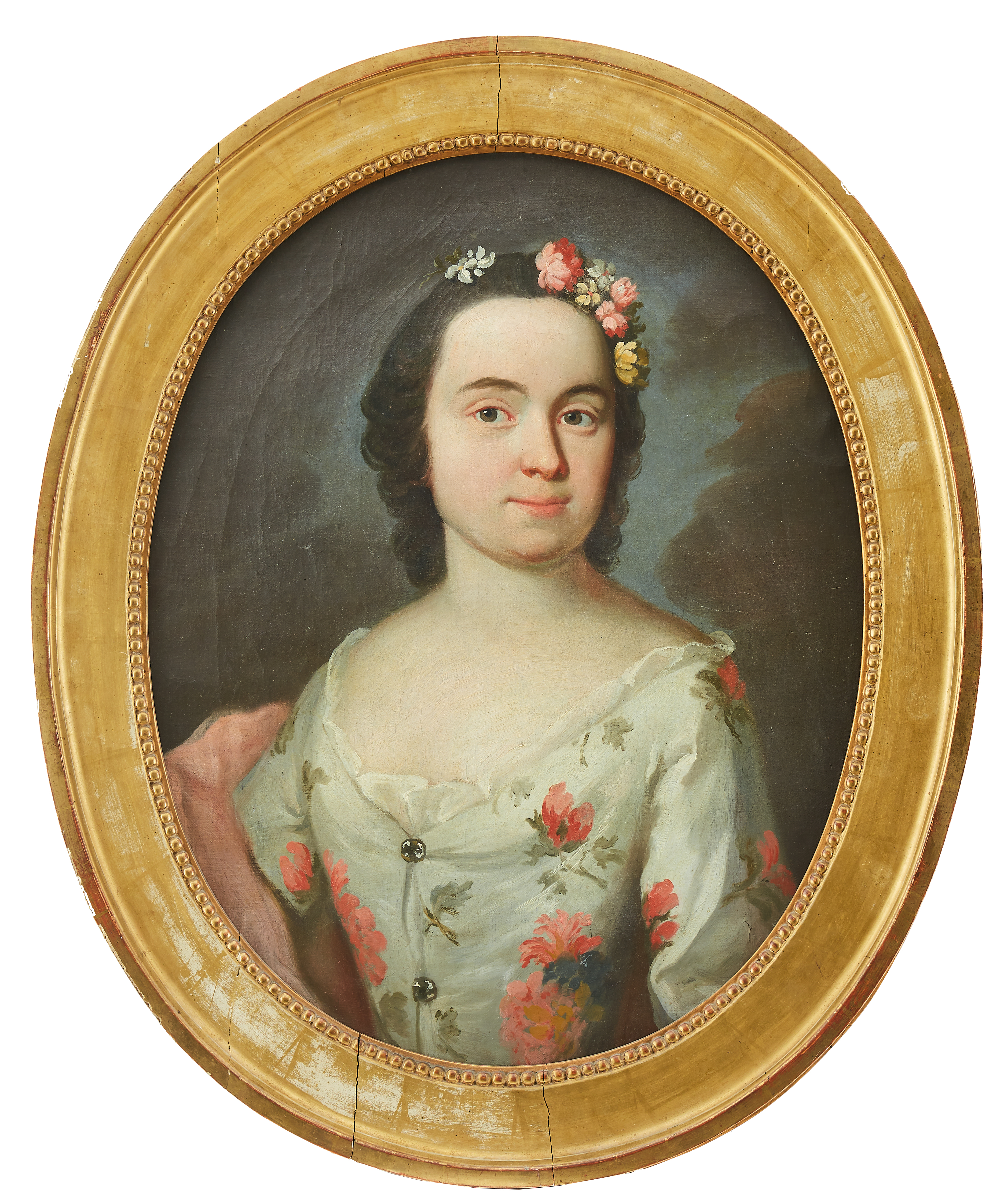
Maria Elisabeth von Bahr (1729-1761), Mattias von Hermanssons första hustru. Avporträtterad under 1750-talet av Lorens Pasch d.y.